# Védett férfiak
A Védett férfiak (Les hommes protégés) Robert Merle Goncourt-díjas francia író 1974-ben megjelent szatirikus hangvételű SF regénye; az emberiség elfajzásának szörnyű víziója, amely a férfi-nő viszony paradox eltorzulását ábrázolja. A regény egy új világképet fest, amelyben a feminizmus „elpusztítja” a humanizmust.

## Cselekménye
|  | Alább a cselekmény részletei következnek! |

A történet az 1980-as évek Amerikájában játszódik, ahol ismeretlen eredetű agyvelőgyulladás-járvány (encephalitis 16) pusztítja a nemzőképes férfiakat. A járvány rettenetes gyorsasággal szedi áldozatait, a férfiak egy része a kasztrációt választja az életért. A nők – fokozatosan – az élet minden területén betöltik a férfihiány okozta űrt. Alkalmasságuk, eddig elrejtett kvalitásaik felismerését évszázados elnyomással magyarázzák, sikereiket férfiellenes, falloszellenes filozófiaként fogalmazzák meg. Férfinak lenni szégyen; az életben maradtakat állandóan zaklatják, üldözik, a leszbianizmus immár iskolai tantárgy és „titkos genetikai kísérletek folynak a férfiak teljes kiküszöbölésére”.
A regény főhőse, Dr. Ralph Martinelli, védett férfi; azon kevés tudós egyike, akiket még a kór elterjedése előtt a Blueville gyógyszergyár területén karanténba zártak, és a betegség ellenszerének kifejlesztésével bíztak meg. A kutatóorvos művelt, csinos felesége Anita, elképesztő tempóban emelkedik az új éra politikai ranglétráján, mint az új elnökasszony tanácsadója; ám eljön a nap, amikor egy férj e férfigyűlölő társadalomban botránykővé válik – a „luxusbörtönbe” zárt Ralph már csak a nemiséget képviseli az asszony életében, – ezért „életrajza szemétkosarába kerül”.
A szexis doktor nem sokáig maradhat egyedül, a kutatótelepet őrző milicista lányok, az asszisztensnők, a telep tulajdonosnője, a spermabank begyűjtőnője mind-mind szemet vetnek rá.
Az új rend megalázza a férfiakat, de a nők között sem tetszik mindenkinek; fokozatosan szerveződik a liberális nők ellenállási mozgalma (LIB), akik minden erejükkel védik Martinelli doktort és segítik kutatásait, amely az emberi fajfenntartás utolsó reménysugara. A doktor sodródik, tehetetlenül vár: „az ember jórészt azzal teszi tönkre az éltét, hogy rettegve vagy reménykedve folyton azt várja, mi lesz holnap. […] Amióta Blueville-ben vagyok a szó szoros értelmében mást se tettem csak vártam: választ a felmondóleveleimre; Anita látogatását, véget nem érő heteken át; vártam az első pillanattól kezdve, hogy kutatásaink végre eredménnyel járjanak; három hete pedig Helsingforth telefonhívását várom, és még valamit: a szökésem napját.”
A vakcina elkészülése után az ellenállás belső csoportja, a „mi”, Dr. Martinellit és fiát Kanadába szökteti és ott felhasználják a férfigyűlölő elnökasszony hatalmának megbuktatására – lerántják a leplet az ellenszer kísérletekkel párhuzamosan folyó további titkos kutatásokról.
A hatalomváltás után, a mérsékeltebb, liberális feministák alkotta új rend „egy olyan nemi forradalmat szentesített, amely példa nélkül áll a világtörténelemben. […] A férfinak csak biológiai szerepe maradt: nemző volt, de apa már nem. Társadalmi hatalmát tapintatosan felszámolták. Elvesztette irányító szerepét, a családi közösség sejtmagjának funkcióját, és a társadalom másodlagos tényezőjévé vált.” Az új Amerika, új jelszava az újranépesedés, a „demográfiai rekonstrukció”.
|  | Itt a vége a cselekmény részletezésének! |

## Magyarul
- Védett férfiak; ford. Réz Ádám; Európa, Bp., 1979 (5 világrész könyvei)

## Külső hivatkozások
- Az Európa Könyvkiadó ajánlása
- Legeza Ilona könyvismertetője